# Schlacht von Mons-en-Pévèle
Die Schlacht von Mons-en-Pévèle wurde am 18. August 1304 zwischen Frankreich und Flandern ausgetragen. Das Ergebnis wird als französischer Sieg gewertet, da die Franzosen das Schlachtfeld behaupten konnten und die Flamen vermutlich die höheren Verluste zu tragen hatten.
Nach der Brügger Frühmette und der Niederlage in der Sporenschlacht bereiteten die Franzosen ihre Antwort gründlich vor. Die Anwesenheit des Königs und seiner Brüder auf dem Schlachtfeld sollte die Bedeutung der Auseinandersetzung und den Anspruch der Franzosen auf die Macht in Flandern betonen. Der flämische Kommandeur Johann von Namur griff den Gegner in oder kurz nach einem Angriff auf Lille an, als sie sich auf die Straße nach Arras zurückzogen, um die Verbindungslinien zu sichern. Die Franzosen behaupteten das Schlachtfeld und konnten die Flamen zum Rückzug drängen.
Nach weiteren kleineren Gefechten wurde am 23. Juni 1305 der Vertrag von Athis-sur-Orge unterzeichnet, durch den die flämische Unabhängigkeit einerseits anerkannt wurde, andererseits die Städte Lille, Douai und Béthune in französischen Besitz übergingen. Darüber hinaus wurde eine enorme Entschädigung durch die Flamen gezahlt. Schließlich forderten die Franzosen die goldenen Sporen zurück, die die Flamen in der Sporenschlacht 1302 den Gefallenen der französischen Kavallerie abgenommen und in der Liebfrauenkirche in Kortrijk aufgehängt hatten.

## Quelle
- Annales Gandenses, hrsg. von Johann Martin Lappenberg in: Monumenta Germaniae Historica SS 16 (1859), S. 584–588
- Hanns Eggert Willibald von der Luehe, Militair-Conversations-Lexicon, Band 5, S.552f